# Hotel Dajti
Hotel Dajti se nachází v albánské metropoli Tiraně, ve středu města, na třídě Bulevardi Dëshmorët e Kombit. Pojmenován je po pohoří Dajti, které se nachází východně od Tirany. Hotel byl zbudován s kapacitou 91 pokojů pro 125 osob. Její půdorys má tvar písmene L. Fasáda budovy byla obložená travertinem.

## Historie

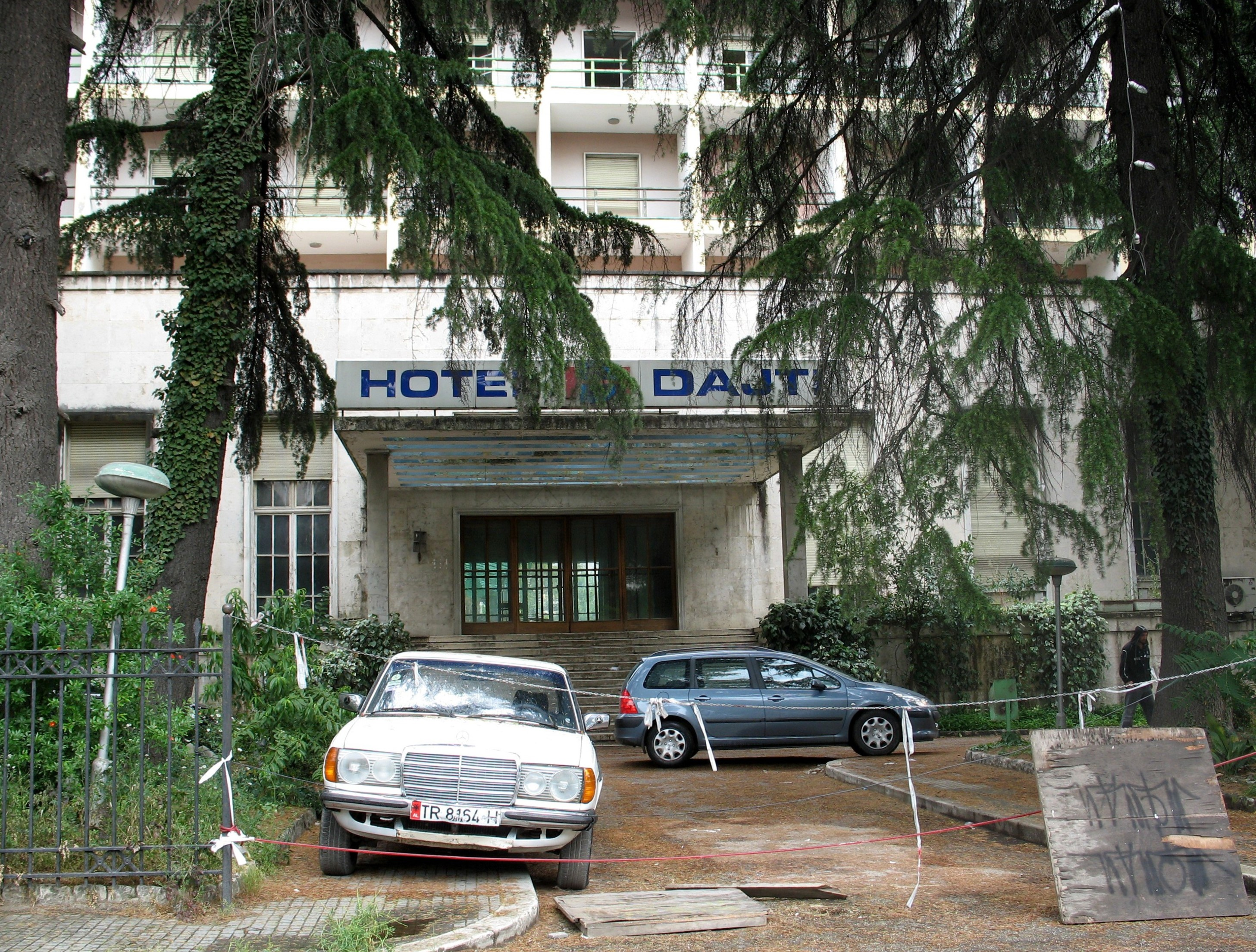
Hlavní vstup do bývalého hotelu v roce 2008

Budova hotelu byla ve své době považována mezi nejmodernější a nejluxusnější v celé Albánii. Stavba vznikla během italské okupace země. Projekt modernistického hotelu navrhli  italští architekti Giò Ponti a Gherardo Bosio. První z nich stál v čele tiranského plánovacího úřadu, druhý se věnoval vnitřním vybavením stavby. Hotel byl jednou z posledních staveb, kterou italští architekti navrhli během meziválečné modernizace Tirany jako metropole mladého státu. Dokončen byl v roce 1940. Jeho italský název tehdy zněl Grande Albergo, neboli Grand Hotel.
Provozován byl nejen za okupace, ale i po jejím skončení a během doby existence socialistické Albánie. Byl znárodněn a sloužil především pro obchodníky a pracovníky státních institucí. V 90. letech se nicméně ukázal velmi špatný technický stav budovy, v roce 2002 byl nakonec uzavřen.
Od roku 2007 je hotel evidován jako kulturní památka. V roce 2010 koupila zchátralý hotel Albánská národní banka (Banka e Shqipërisë), zrekonstruovala jej a pak jej využívala jako své dočasné sídlo po dobu přestavby hlavní budovy banky na Skanderbegově náměstí.